# Tân Hương, Tân Kỳ
Tân Hương là một xã thuộc huyện Tân Kỳ, tỉnh Nghệ An, Việt Nam.
Xã Tân Hương có diện tích 31,27 km², dân số năm 2005 là 7091 người, mật độ dân số đạt 227 người/km².